# Skateboard

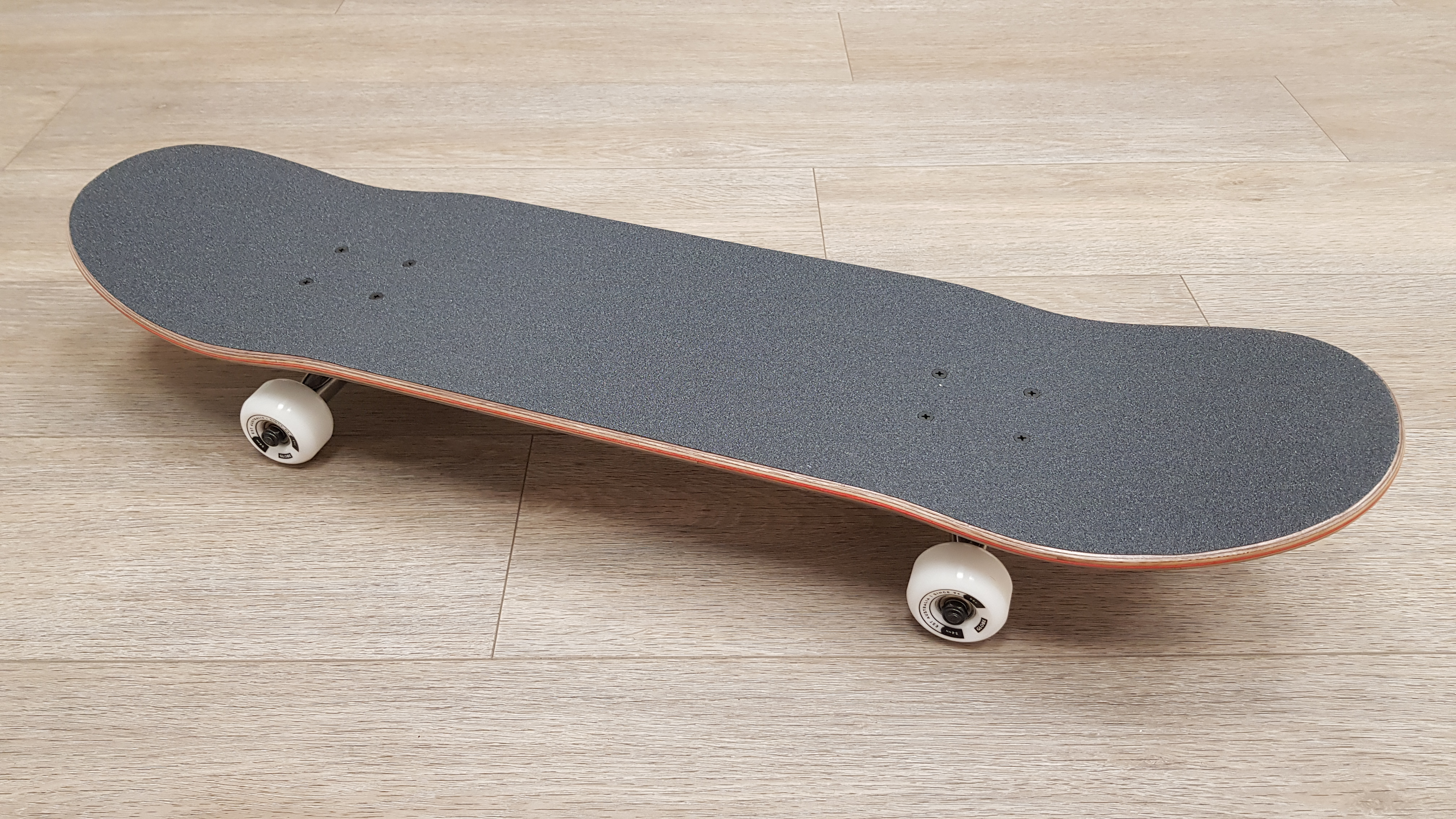
Seit den 1990er Jahren populäre Form eines Skateboards

Ein Skateboard [ˈskeɪtbɔːɹd], auch Rollbrett genannt, ist ein Brett mit zwei Achsen und vier Rollen, auf dem man sich stehend durch Abstoßen vom Untergrund mit einem Bein (Pushen) oder mit einer besonderen Technik des abwechselnden Drucks beider Füße zu den Außenseiten des Skateboards durch geschickte Gewichtsverlagerung (Pumpen) fortbewegen kann.
Das Skateboard wird nur selten als reines Fortbewegungsmittel eingesetzt. Das Skateboarding hat sich vielmehr im Lauf der Jahrzehnte zu einer Sportart mit einem reichen Repertoire an Tricks und einer eigenen Kultur entwickelt. Die Tricks bestehen meistens aus Sprüngen und werden oft in Kombination mit Drehungen des Skateboards sowie des Körpers ausgeführt.

## Geschichte des Skateboards

### 1910er–1940er Jahre: Erste Vorläufer

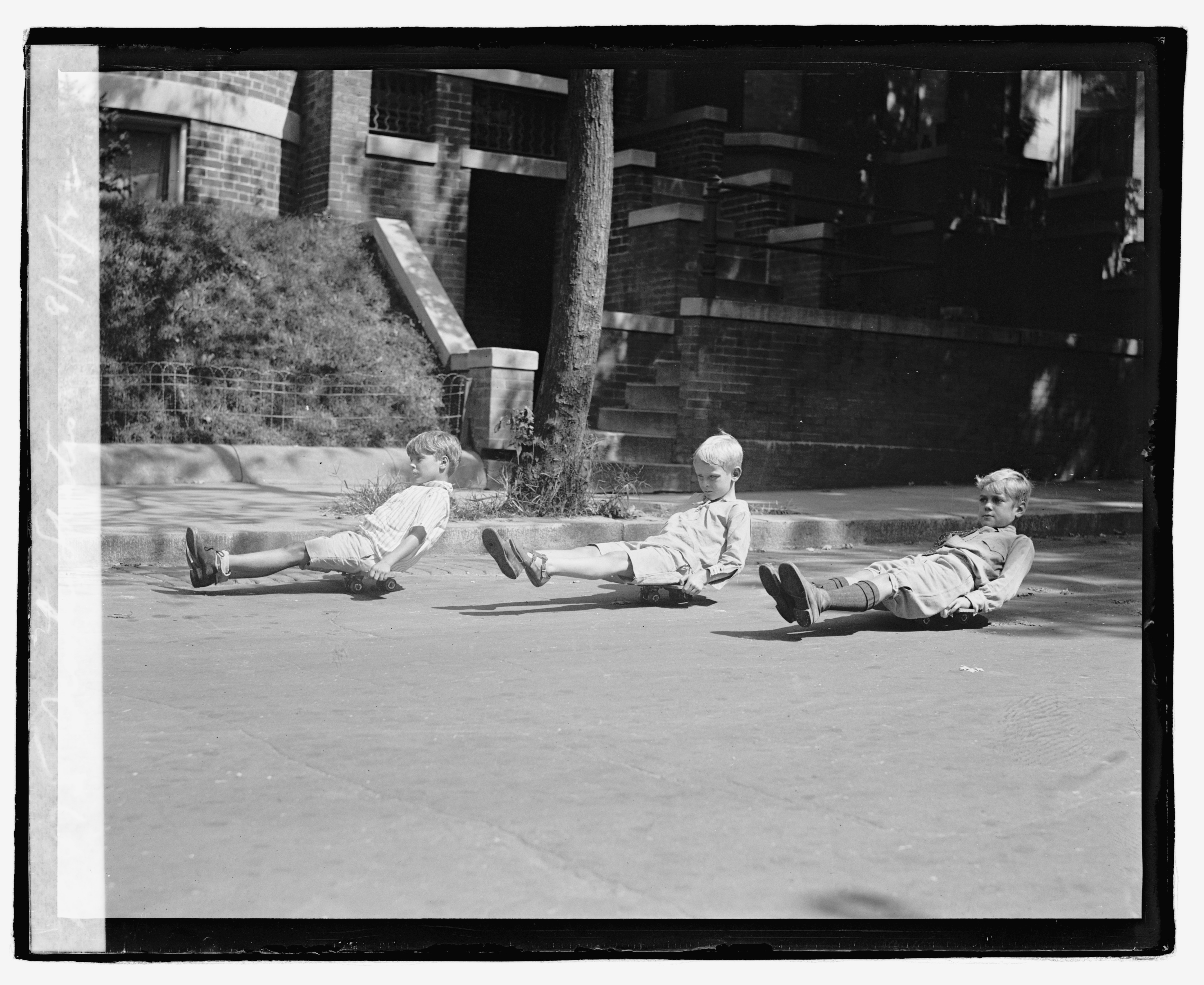
Kinder wurden mit dem funktionalen Scooter Skate kreativ (1930er)

Zu den frühesten Vorläufern zählen Roller wie der Scooter Skate (1930er Jahre) und der Skeeter Skate (1945) sowie die schlittenähnlichen Kne-Koster (1925) und Flexy-Racer (1932). Die größten Einflüsse hatten die Kickroller für Kinder, die in der ersten Hälfte des zwanzigsten Jahrhunderts populär geworden waren. Ab etwa 1910 wurden diese behelfsmäßigen Roller aus einem 5 × 10 cm großen Holzbrett, einer Obstkiste und einem einzigen Rollschuh zusammengeschustert. Wie in Ban This (Stacy Peralta, 1989) dargestellt, konnte man sich an den hölzernen Lenkstangen festhalten und mit einem Fuß schieben, um schnell über Bürgersteige und durch Gassen zu fahren.
Die ersten Skateboards waren im Wesentlichen Roller, die ohne Kiste und Lenker auskamen, wie in Bruce Browns frühem Skateboard-Kurzfilm America’s Newest Sport (1966) beschrieben. Diese primitiven Geräte entstanden in den 1930er Jahren durch die Experimente der Surfer von La Jolla. Der erste kommerzielle Roller dieser Art war der dreirädrige Scooter Skate – ein Skateboard-Scooter-Hybrid, der mit oder ohne den mitgelieferten Griff gefahren werden kann. Das bauchige, raketenartige Metalldeck hatte eine Fahrfläche von 16,5 × 33 cm, mit Stahlrädern im Rollschuh-Stil. Es gab keinen Dreh- oder Lenkmechanismus.
1945 kam der vierrädrige Skeeter Skate aus Aluminium auf den Markt. Der Scooter mit einer Fahrfläche von 11,1 × 40 cm und abnehmbarem Griff führte eine einzigartige Innovation ein: die ersten Lenkachsen oder „Trucks“, die es dem Fahrer ermöglichen, sich zum ersten Mal zu drehen.

### 1950er Jahre: Asphaltsurfer
Der Anfang der Entwicklung des modernen Skateboards, früher auch „Asphaltsurfer“ genannt, liegt in den 1950er Jahren und entstand durch die Übertragung des Wellenreitens auf den Asphalt und Beton. Die Wurzeln des Asphaltsurfens liegen in Kalifornien. Surfer suchten nach einer ähnlichen Aktivität, die sie ausüben konnten, wenn die Wellen im Meer flach waren. Die ersten Skateboards waren selbst zusammengebaute Holzbretter mit Rollen, die von Rollschuhen übernommen und untergeschraubt wurden. Das war der Anfang des modernen Skateboards und des Skateboardens, das „Sidewalk Surfing“ genannt wurde. Diese Skateboards waren schwer zu fahren oder gar zu manövrieren. Sie wurden meistens selbst gebaut, da es zu dieser Zeit keine Geschäfte gab, die Skateboards verkauften. Diese Do-it-yourself-Kultur ist immer noch stark in der Skateboardszene verankert. Viele Skater fuhren ihre Skateboards, anders als heute, barfuß.

### 1960er Jahre: Die ersten kommerziellen Skateboards
In den 1960er Jahren war das Skateboarden immer noch ganz und gar mit dem Surfen verbunden und von diesem beeinflusst. Aus diesem Grund begannen Surf-Unternehmen in ganz Kalifornien mit der Herstellung und dem Verkauf von hochwertigen Skateboards mit Rollen aus Metall. Der Trend setzte sich durch, und das erste Board, das in Massenproduktion hergestellt wurde, war das „Roller Derby“, das bereits 1959 von dem gleichnamigen Rollschuhhersteller auf den Markt gebracht wurde. Die Bretter waren flach oder fielen an den Enden gewölbt ein, bei dem die Mitte des Brettes entweder flach oder am stärksten ausgeprägt war (ähnlich wie die heutigen Pennyboards). Die Rollen wurden von den damaligen kommerziellen Rollschuhen übernommen und bestanden aus Stahl.
In den nächsten Jahren, von Anfang 1963 bis 1966, kamen Unternehmen wie Makaha und Hobie hinzu, die Skateboards von besserer Qualität für einen aufstrebenden Markt entwickelten. Diese neuen Bretter hatten Rollen aus Ton und Achsen, die speziell darauf zugeschnitten waren. Unternehmen wie Hobie fingen erstmals an, Skateboarderinnen wie Patti McGee zu sponsern, um ihre Produkte zu vermarkten. Zur selben Zeit wurden die Skateboards öffentlich und in den Medien stark kritisiert, was zum Teil auf die minderwertigen Tonrollen zurückzuführen war, aber auch auf Sicherheitsbedenken wegen der Gefährlichkeit der Aktivität. Viele Eltern waren lautstark und aktiv um die Sicherheit ihrer Kinder besorgt. Presseberichte über tödliche Unfälle, unter anderem unter Beteiligung von Autos, vergrößerten die Vorbehalte der Bevölkerung und schreckten die große Masse vor den neuen Skateboards ab.

1969 erfand Larry Stevenson das Kicktail (ein nach oben geneigtes Ende), das die Formen des Skateboards für immer veränderte. Praktisch alle folgenden Skateboards hatten ein Kicktail, weil es den Skatern eine bessere Manövrierfähigkeit bietet. In Verbindung mit Frank Natsworthys Erfindung der Polyurethanrollen von 1972 wurde das Skateboarden nach einigen Jahren des Stillstands mit neuen Skateboardmodellen wiederbelebt, die einen neuen Stil des Skatens hervorbrachten. Das Ersetzen der bisher verwendeten Rollen aus gebranntem Ton durch solche aus Polyurethan bedeutete einen großen technischen Fortschritt mit besseren Haft- und Rolleigenschaften. Die neuen Rollen ermöglichten dem Fahrer eine viel schnellere und kontrolliertere Fortbewegung in unterschiedlichem Gelände. Außerdem waren sie viel sicherer, da die Rollen beim Aufprall auf einen kleinen Stein oder ein anderes Hindernis nicht automatisch stoppten (und damit den Fahrer abwarfen). Kurz nach dem Fortschritt durch die Urethan-Räder stellte Ron Bennett 1973 die ersten professionellen „High-Performance“-Trucks vor, die einen größeren Abstand zwischen dem Board und dem Boden sowie ein weitaus höheres Maß an Manövrierfähigkeit im Vergleich zu den alten Chicago-Trucks boten, die ursprünglich für Rollerskates entwickelt worden waren. 

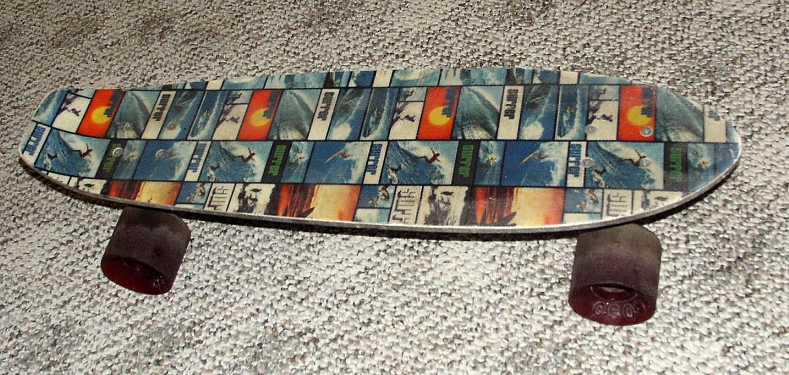
Für die 1970er typische Form eines Skateboards

### 1970er Jahre: Neue Skateboards mit Kicktail
Das Zephyr-Skateteam und Z-Flex entwickelten die Kicktail-Boards weiter und stellten sie aus Kunststoff statt aus Holz her, was ihre Lebensdauer erhöhte. Der heute älteste Skateboardhersteller der Welt, Santa Cruz, verwendete 1973 erstmals Fiberglas. Auch Surfshops begannen mit der Entwicklung von Glasfaser-Boards (bis etwa 1975), die bei den Surfern einen sofortigen Erfolg hatten und immer beliebter wurden. Das führte dazu, dass die Unternehmen mit verschiedenen Arten von Skateboard-Decks experimentierten, die sie aus allen möglichen Materialien von Holz bis Aluminium herstellten. Diese neuen Bretter mit Polyurethan-Rädern und Ende der 1970er Jahre auch mit breiteren Noses (Spitze des Skateboards) waren die perfekte Ergänzung zu der neuen Trendwelle des Pool-Skatens, die sich in der Skateszene entwickelte.

### 1980er Jahre: Stagnation und Aufschwung durch den FilmZurück in die Zukunft
Anfang der 1980er Jahre wurden moderne Rollerskates oder Disco-Roller genannt enorm populär und verhinderten, dass Skateboarden weiterhin an Popularität zunahm. Das änderte sich mit dem Kinofilm Zurück in die Zukunft von 1985, in dem die von Michael J. Fox gespielte Hauptfigur ein Madrid/Valterra-Skateboard als „Verkehrsmittel“ nutzte. Rodney Mullen entwickelte in der zweiten Hälfte des Jahrzehnts viele Standardtricks auf dem Skateboard wie Kickflip, Heelflip und 360 Flip. Den Ollie, der 1981 durch Alan „Ollie“ Gelfand in Betonpools erfunden wurde, übertrug Mullen ins Flat. Bis zum Ende des Jahrzehnts hatten Skateboards meist eine flache und spitz zulaufende „Nose“ und waren breiter als die heutigen, sie ähnelten äußerlich mehr den modernen Surfskates.

### 1989 bis heute: Das Double-Tail
1989 erschien das Barnyard-Board von Mike Vallely. Es hatte die erste moderne Skateboard-Form und wohl auch die einflussreichste für alle nachfolgenden Skateboards. Das Board verfügte über ein Double-Tail (zwei nach oben geneigte Enden) und war das erste Board mit symmetrischer Form. Die Erfindung des Double-Tails, oder auch Popsicle Stick Board genannt, wurde von vielen Streetskatern übernommen, die in der schrägen Nose und dem Tail den perfekten Mechanismus für neue Flip-Tricks, Grinds und Slides sahen. In den 1990er Jahren wurden Skateboards zu dem Produkt, wie wir es heute kennen, und machten einen großen Sprung in den Mainstream.
Die Konstruktion der gummigepufferten Achslagerung, die das Lenken durch seitliche Gewichtsverlagerung am Brett ermöglicht und sich selbst auf Geradeaus zurückstellt, ist bis heute gebräuchlich. Diese Aufhängung wurde später auch vorne beim Skatebike und anderen Hybriden angewandt. Die alternativen Lenkmechanismen von Snake- und Waveboard erreichten erst um etwa 2005/2010 Europa.

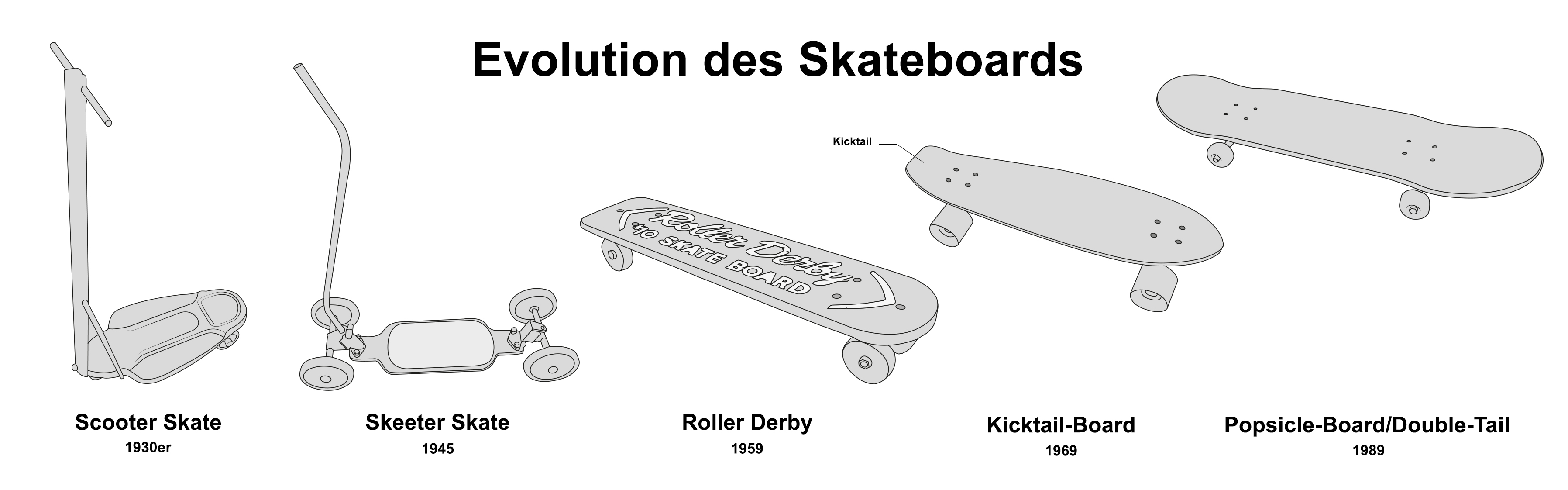
Die Evolution des Skateboards

## Aufbau
Das „Setup“ bezeichnet alle zusammengestellten Komponenten, die das Skateboard bilden. Je nach bevorzugtem Fahrstil des Skaters können z. B. Deck oder Räder variieren.
Bestandteile eines klassischen Skateboards sind:

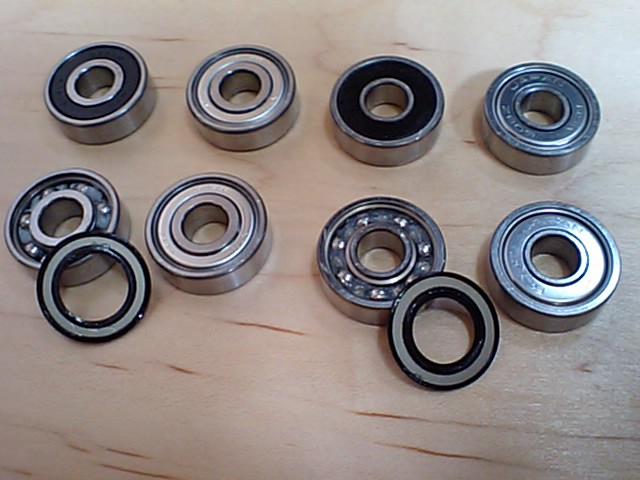
Verschiedene Kugellager für Skateboard-Rollen

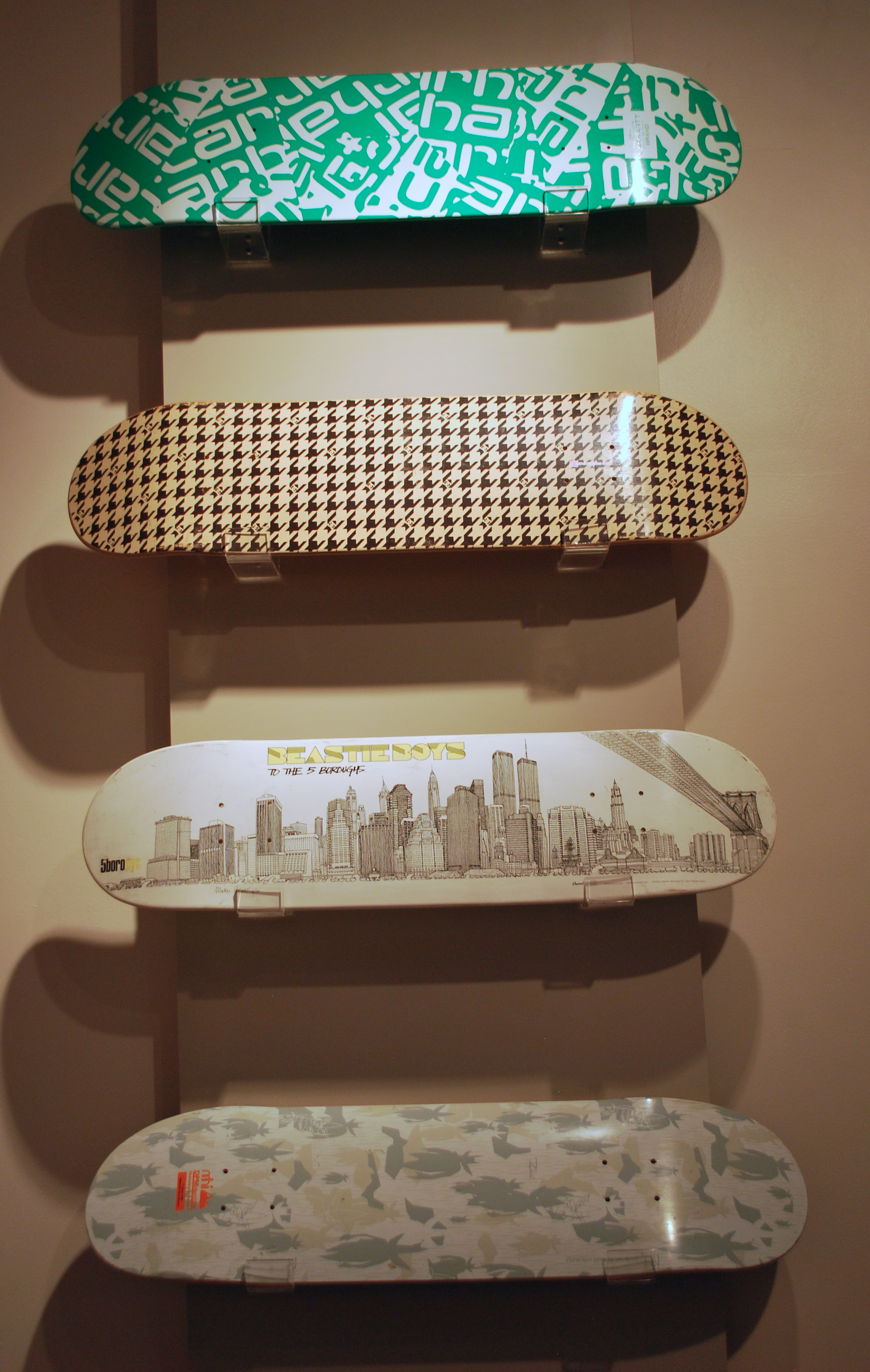
Unterseite verschiedener Skateboards (Decks)

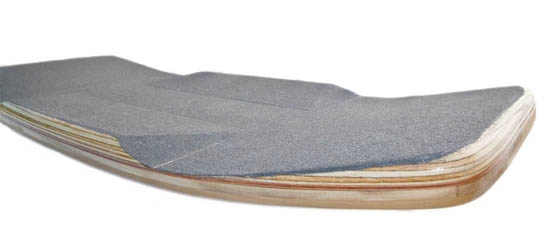
Griptape auf einem Wakeskate-Modell

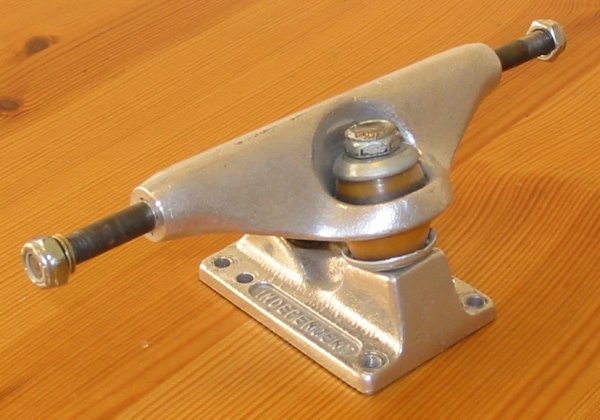
Skateboardachse (Truck)

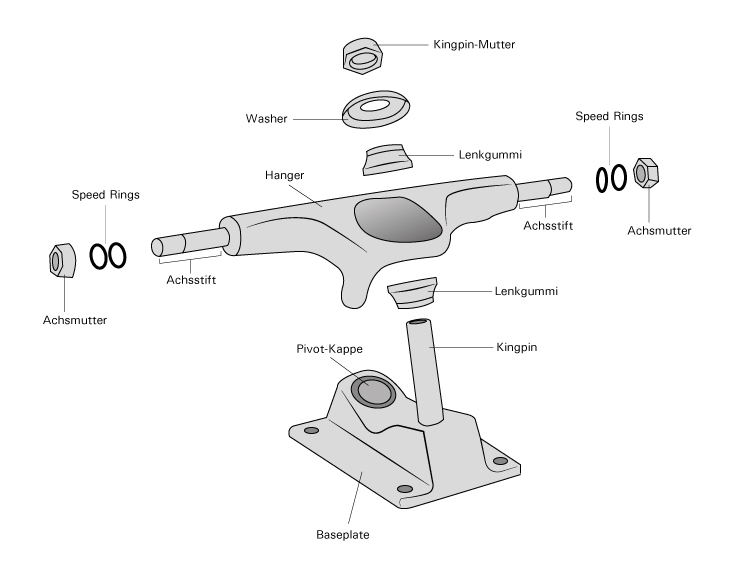
Der Aufbau von Skateboardtrucks veranschaulicht

### Bearings
Bearings sind die Kugellager; dafür werden je zwei pro Rolle, also acht für das gesamte Board, benötigt. Sie sind genormt und erlauben den Rollen die reibungsarme Drehung. Diese Kugellager sind im 627-Z-Format (Innendurchmesser von 7 mm) oder im 608-Z-Format (Innendurchmesser von 8 mm), die beide bis auf den Innendurchmesser identisch sind.
Das Kugellager besteht aus einem größeren Außen- sowie einem kleineren Innenring. Zwischen den beiden Ringen sind Stahlkugeln (seltener auch Kugeln aus Keramik) gelagert. Sie werden durch Schutzkappen, welche die Kugeln vor Schmutz und Staub schützen, geschlossen. Unterschieden wird zwischen geschlossenen (ZZ) und halb geschlossenen (Z) Kugellagern. Halb geschlossene Lager verfügen nur über eine Abdeckscheibe. Das macht sie empfindlicher, doch dafür schneller. Einige Hersteller bieten Kugellager mit einer sogenannten „Labyrinth-Abdeckung“ an, welche das Innere vor direkter Staubablagerung schützt.
Die Kugellager sind in unterschiedlicher Qualität erhältlich. Die Präzision der Lager wird in ABEC angegeben und reicht von ABEC 1 bis ABEC 9, wobei eine höhere Zahl bessere Qualität angibt.
Einem Satz Kugellager liegen oft vier Spacer bei. Sie sollen die Kugellager vor dem Eindrücken schützen. Spacer werden bei der Montage zwischen beide Kugellager im Inneren der Rolle auf den Achsstift geschoben.

### Deck
Das Brett eines Skateboards ist ein Holz aus der Gruppe der Furniersperrhölzer, meist siebenschichtig, querverleimt und aus kanadischem oder baltischem Ahorn gefertigt. Skateboard-Decks sind in drei Bereiche unterteilt: Der vordere gebogene Teil wird als „Nose“ bezeichnet, das Mittelstück über den Achsen als „Wheelbase“ und der hintere Teil als „Tail“. Des Weiteren haben die meisten professionelleren Bretter heutzutage eine leichte Wölbung nach innen (das Concave). Die obere Seite wird beim Zusammenbau mit einem „Griptape“ beklebt. Die untere Seite ziert eine Deckgrafik, die Auskunft über Hersteller und Serie gibt. Handelsübliche Decks werden grundsätzlich in der Maßeinheit Inch statt Zentimeter angegeben (1 Inch = 2,54 cm). Sie sind zwischen 28" und 33" lang und zwischen 7" und 10" breit.

### Griptape
Rauer, rutschfester Belag – ähnlich wie ein Schleifpapier –, der auf das Deck aufgeklebt wird. Er sorgt für den Halt auf dem Brett und ist in unterschiedlichen Designs und Körnungen erhältlich. Die obere Schicht des Griptapes besteht aus Siliziumkarbid.

### Trucks
Die Achsen, auch Trucks genannt, sind der komplexeste Bestandteil eines Skateboards. Eine Komplettachse, die mit dem Deck und den Wheels verbunden ist, besteht aus Baseplatte, Hanger, Lenkgummis (Bushings), Washer und Kingpin. Durch die beweglich um einen Kipppunkt (Pivot) gelagerten Achsen kann das Skateboard mittels Gewichtsverlagerung gelenkt werden.
Auch für Achsen gibt es verschiedene Größen, sie variieren je nach Hersteller. Die Größe der Achsen orientiert sich immer an der Größe des Decks (die Achsen sollten nicht breiter sein).

#### Achsstift
Der Achsstift ist in den Hanger eingegossen und steht an dessen Enden hervor, um dort die Rollen mit dem Kugellager anbringen zu können. An den äußeren Enden befinden sich Gewinde, die mit den Achsmuttern verschraubt werden.
Von den Achsstiften gibt es mittlerweile auch ausgehöhlte Light-Varianten, um das Gewicht des Boards zu vermindern.

#### Axle Nuts
Mit diesen Muttern werden die Rollen (Wheels) und Kugellager (Bearings) an der Achse befestigt.

#### Baseplate
Die Grundplatte der Achse. Damit werden Achse und Deck fest durch vier Montageschrauben (auch Bolts genannt) verbunden. In ihr verankert sind die Kingpin-Schraube und die Pivot-Kappe. Baseplates sind genormt, somit passen alle Achsen unter die Standardbretter.

#### Lenkgummis/Bushings
Die Lenkgummis aus Polyurethan sitzen zwischen Hanger und Baseplatte und sind in unterschiedlichen Härtegraden erhältlich. Auf ihnen liegt das Gewicht des Fahrers, weshalb die richtige Abstimmung des passenden Härtegrades und das angemessene Festziehen der Kingpin-Mutter von hoher Bedeutung sind. Sie werden in Härtegraden von 80A (extrem weich) bis 100A (extrem hart) angeboten.

#### Hanger
Neben der Baseplate der zweite Hauptteil der Achse, an dem die Rollen befestigt werden. Der Hanger ist beweglich gelagert, um das Lenken zu ermöglichen.

#### Speed Rings
Speed Rings sind dünne Scheiben, die vor dem Anbringen der Kugellager und Rollen auf den Achsstift gegeben werden, sowie zwischen Kugellager und Achsmutter. Sie verhindern, dass die Kugellager an diesen Komponenten reiben und sich schneller abnützen.

#### Washer
Diese Metallscheiben werden ober- und unterhalb der Lenkgummis platziert. Sie sorgen dafür, die Lenkgummis nach dem Lenken wieder in ihre Ausgangsposition zurückzubringen und die darauf einwirkenden Kräfte gleichmäßig zu verteilen. Manche Lenkgummis werden mit einer verstärkten Hartplastikschicht versehen und benötigen keine Washer.

#### Kingpin
Mit dieser Schraube werden die Teile der Achse zusammengehalten und die Härte der Lenkung eingestellt. Sie sitzt fest in der Baseplate und stellt das Verbindungsstück zwischen ihr und dem Hanger dar. Am oberen Ende wird sie mit einer Kingpin-Mutter verschraubt.

#### (Shock)Pad
Kunststoff oder Gummiplatte, die optional zwischen Deck und Baseplate geschraubt werden kann. Dadurch liegt das Deck höher und erhält eine Dämpfung.

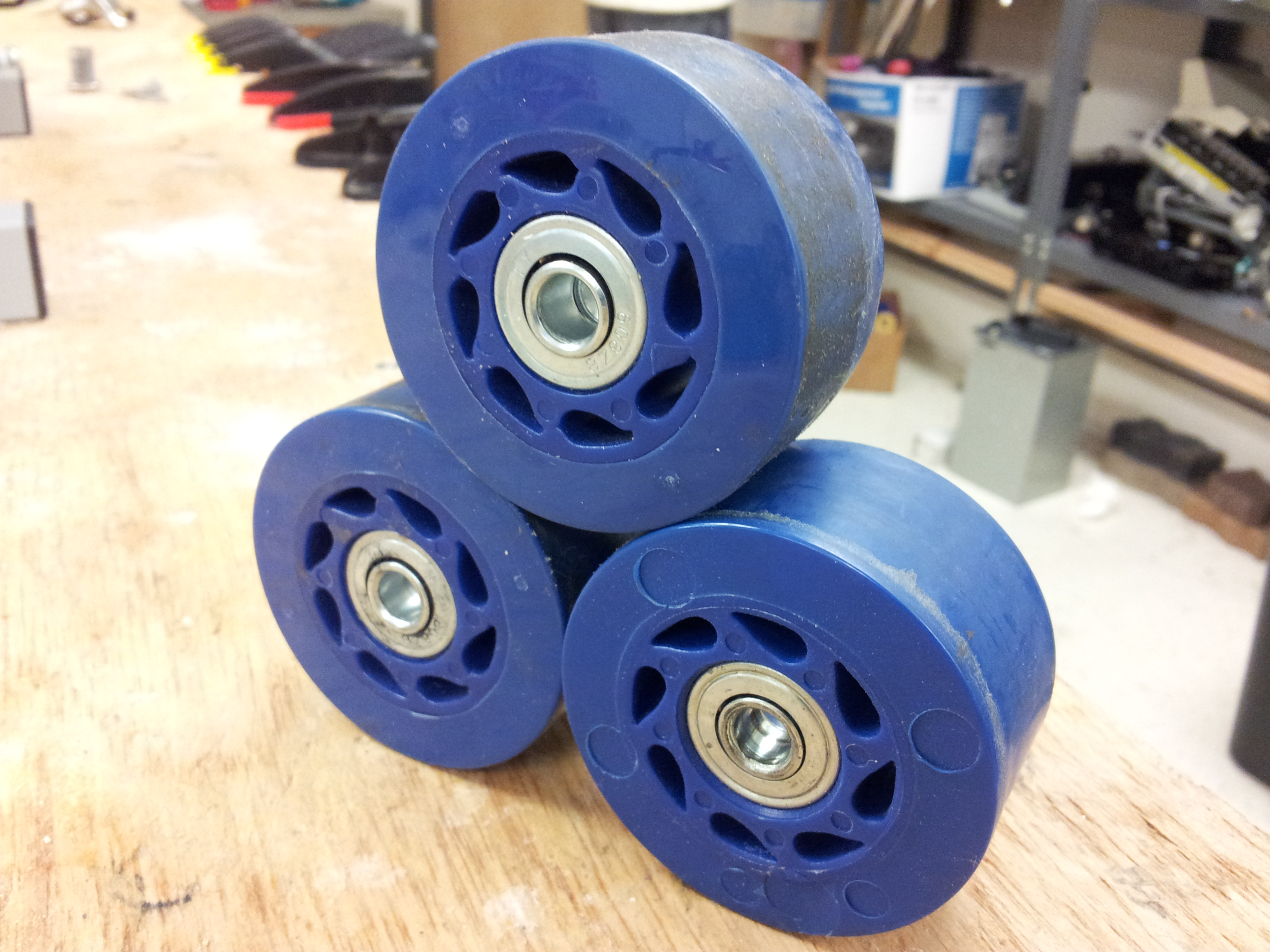
Skateboardrollen aus Polyurethan mit Kugellager

### Wheels
Die Rollen des Skateboards. Sie unterscheiden sich durch Härtegrad, Größe und Form. Man unterscheidet Classic-Wheels, die vollständig aus Polyurethan bestehen, von Core-Wheels. Diese besitzen im Inneren einen zusätzlichen Kunststoffkern. Der Härtegrad der Wheels wird mit der Shore-Härte auf einer Skala von 78A bis 101A (weich bis hart) angegeben. Einige Hersteller verwenden eine B-Skala von 80B bis 84B (80B = 100A), die sich für eine genauere Einteilung für härtere Wheels eignet. Weiche Wheels werden vorzugsweise für raue Böden verwendet und harte Wheels für glatte Flächen wie Bowls und Miniramps. Einige Hersteller wie z. B. Bones haben ihre eigene Skala mit den Zusätzen STF (Street-Tech-Formula) oder SPF (Skatepark-Formula).
Wheels werden in Größen von etwa 49 bis 72 mm Durchmesser angeboten. Größere Rollen sind für schnelleres Fahren geeignet, kleinere hingegen eignen sich für Street- und Parkskating, da sie leichter und kompakter sind.
Neben der Größe unterscheiden sich Wheels auch in ihrer Form, wodurch die Rolleigenschaften beeinflusst werden. Die Regular- oder auch Classic-Form ist der Standard unter den Wheels. Darüber hinaus hat sich auch das Conical-Shape etabliert. Hier fallen die Seiten des Wheels konisch ein – die Rollen sind somit leichter und gewinnen an seitlicher Stabilität. Oft gibt es die jeweiligen Formen auch in verschiedenen Breiten. Breitere Wheels bieten aufgrund ihrer größeren Rollfläche mehr Kontrolle und sind bei Longboards der Standard.

## Arten von Skateboards
Neben der verbreiteten Form des „New School“-/„Popsicle-Deck“-Skateboards existieren noch andere Board-Varianten. Basierend auf Größe, Form, Eigenschaften und verschiedenen Technologien können Skateboards in verschiedene Typen eingeteilt werden. Grundsätzlich wird dabei zwischen klassischen und elektronischen Boards unterschieden, wobei elektronische Boards nicht für das Trickskaten gedacht sind.

### Klassische Boards

#### Longboards
Longboards haben ein längeres Deck, größere und weichere Rollen, weniger ausgeprägte Nose und Tail. Sie sind in der Regel zwischen 35 und 50 Inch lang und etwa 8 bis 10 Inch breit. Da Longboards zum Freeriden, Trickfahren und Cruisen geeignet sind, variieren ihre Größen und Formen stärker als bei anderen Skateboards. Einige Longboards enthalten zusätzliche Materialien in ihren Decks, um leichte Festigkeit und Steifigkeit zu gewährleisten.

#### Surfskates
Surfskateboards oder einfach nur Surfskates grenzen sich durch ihr spezielles Achsensystem von herkömmlichen Skateboards ab. Surfskates ermöglichen sehr ähnliche Surf-Manöver, wie bei einem Surfboard. Durch eine spezielle Vorderachse, welche beweglicher als beim herkömmlichen Skateboard ist, kann das Surfen sehr gut imitiert werden, enge Turns werden möglich. Surfskates werden hauptsächlich durchs sogenannte Pumpen vorwärtsbewegt, es berührt dabei kein Fuß den Boden. Deshalb können sie auch barfuß gefahren werden, was oft praktiziert wird, um dem Gefühl des Surfens möglichst nahe zu kommen.

#### Slalomboards
Slalomskateboards sind oft aus flexibel schwingendem Holz und häufig ohne jeglichen Überstand an Nose und Tail. Die Zusammenstellungen sind spezielle maßgeschneiderte Setups, die darauf ausgelegt sind, durch eine Auswahl von Deckform, Truck-Geometrie/Montage, Bushing-Form/Härte und Rollengröße/Grip die Geschwindigkeit, das schnelle Drehen und den Grip zu maximieren. Üblicherweise sind Slalomboards etwas länger als ein Popsicle-Deck, aber kürzer als ein Longboard.

#### Snakeboards

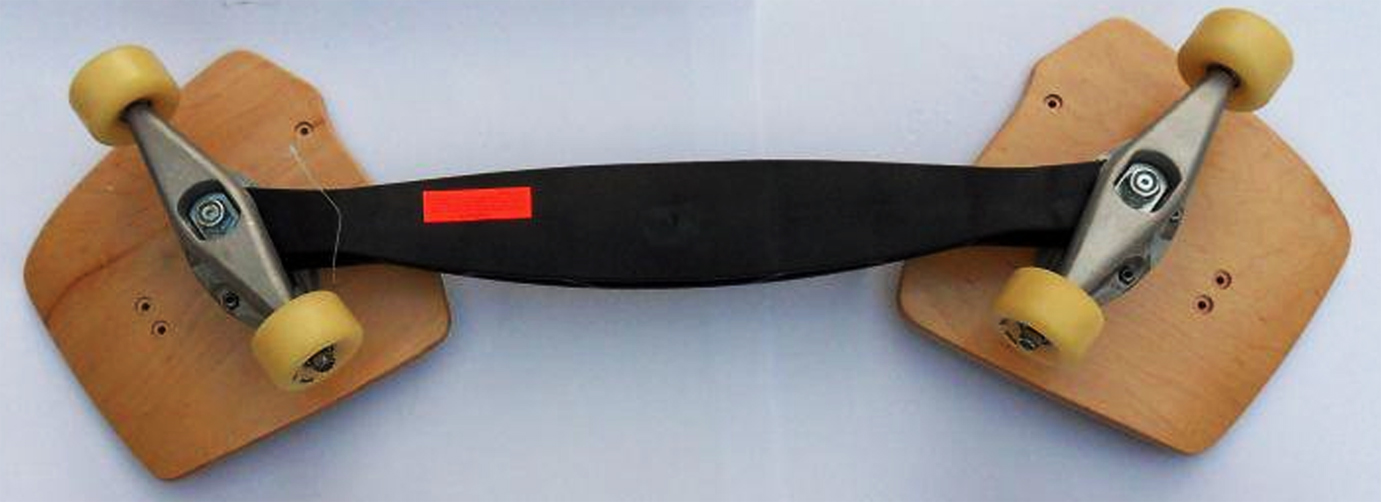
Unterseite eines Snakeboards

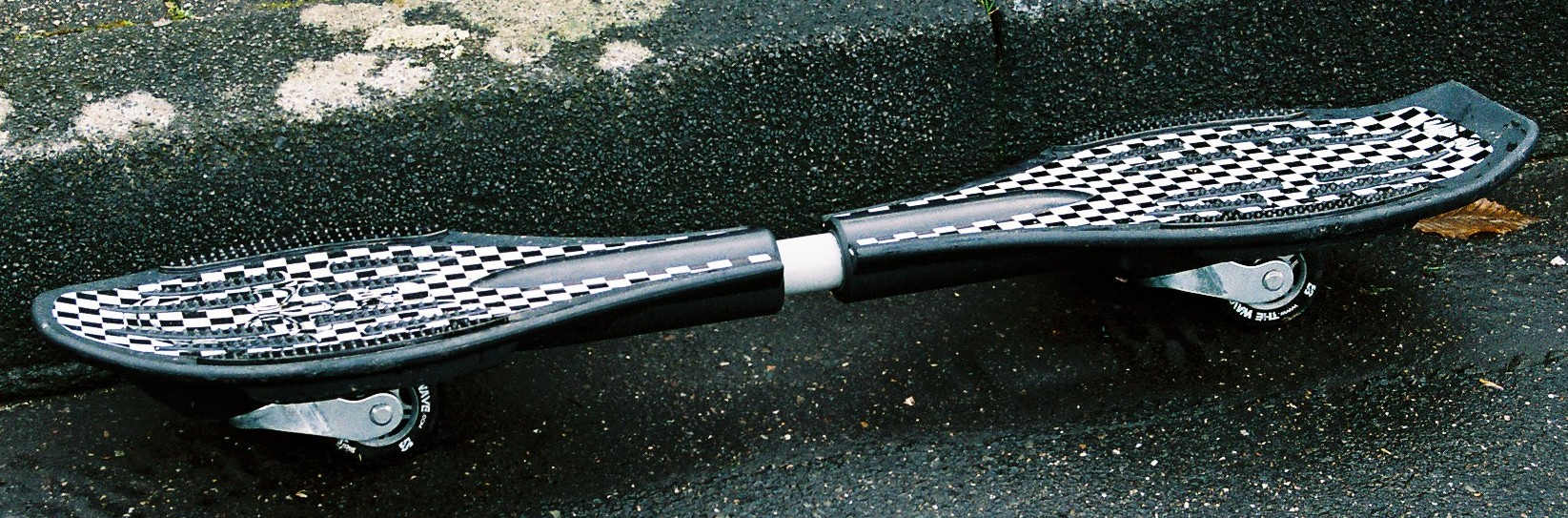
Ein klassisches Waveboard

Ein Snakeboard (auch Streetboard oder Pivotboard genannt) ist ein Brett, das 1989 von James Fisher und Oliver Macleod Smith erfunden wurde. Es entwickelte sich aus dem ursprünglichen Skateboard und brachte Elemente von Snowboards und Surfbrettern mit sich. Snakeboards sind zweigeteilte Skateboards. Sie werden sowohl zum Slalomfahren als auch für Tricks verwendet. Die ursprüngliche Version wurde aus quadratischen Holzbrettern, einem Rollschuh und einem Stück Klempnerrohr gebaut. Viele Varianten wurden gebaut, bevor die Drehgestelle aus Kunststoff hergestellt wurden. Die Wheels sind über eine Art „Truck“ an den Fußplatten befestigt, wie bei Popsicle-Deck-Skateboards.

#### Waveboard
Waveboards – auch bekannt als Casterboards – bestehen aus zwei Decks, die mit einem Gummigriff miteinander verbunden sind. Das vordere Deck ist mit Gummispikes versehen, die den Fuß an Ort und Stelle halten, wodurch die Zahl der Unfälle minimiert wird. Waveboards haben ihren Namen unter anderem wegen ihrer ausgeprägten Bewegung während der Fahrt, die der des Snakeboards ähnelt. Sie erfordern keine Antriebsbewegung, sondern beziehen ihre Geschwindigkeit aus der Hin- und Herverlagerung des Körpergewichts.

### Elektronische Boards

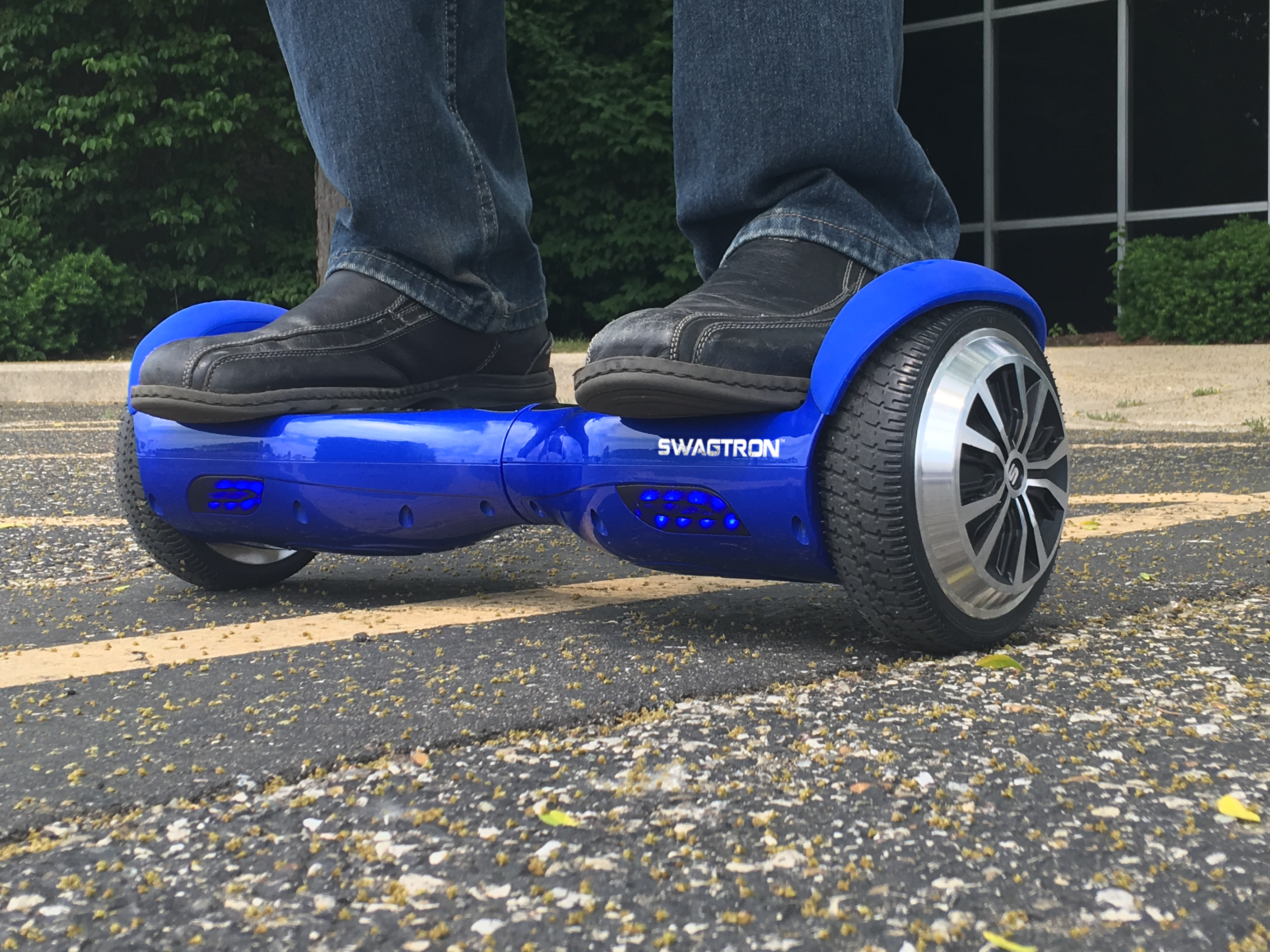
Ein Hoverboard, es passt die Geschwindigkeit durch Gewichtsverlagerung an

#### E-Skateboards

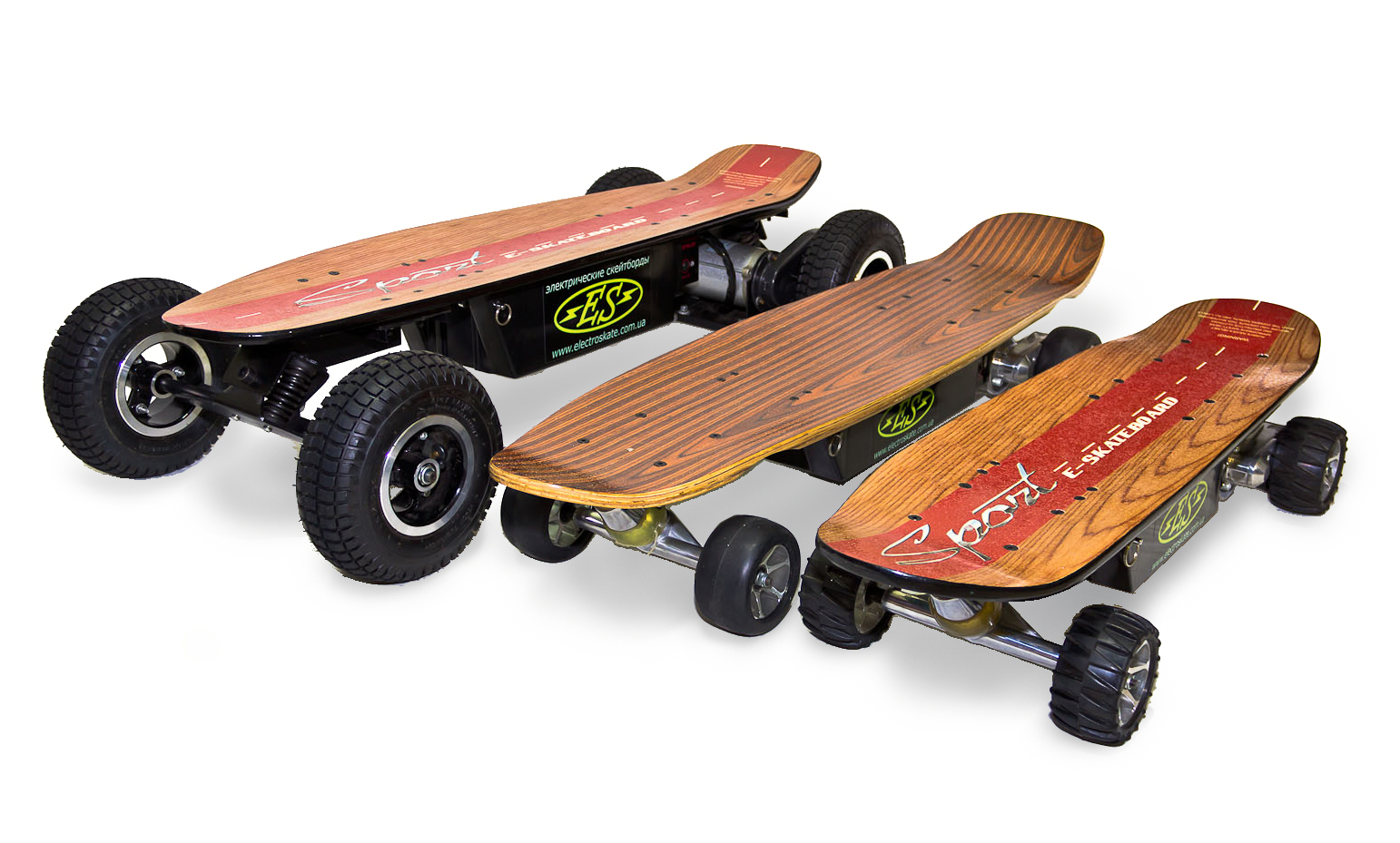
Verschiedene E-Skateboards

E-Skateboards gibt es in unterschiedlichen Ausführungen und Größen, je nachdem welches Terrain befahren werden soll. Sie besitzen einen Elektromotor und sind meistens mit einem Ladegerät und einer Fernbedienung ausgestattet.

#### Hoverboard
Ein Hoverboard (to hover = schweben) ist ein Freizeitfahrzeug, das in Größe und Form einem Skateboard ähnelt. Der Begriff stammt ursprünglich aus Science-Fiction-Filmen. Ein echtes Hoverboard, das auch als E-Board oder selbstbalancierender Roller bezeichnet wird, schwebt nicht wirklich. Stattdessen hat ein Hoverboard zwei große Räder, die durch ein langes Brett voneinander getrennt sind. Es wird durch einen Motor mit Batterie angetrieben und ermöglicht es dem Fahrer, sich mittels Körpergewichtsverlagerung über den Boden zu bewegen, ohne in die Pedale zu treten oder sich mit den Füßen abzustoßen.

## Disziplinen und Skateboardtricks

### Disziplinen
Je nach Fahrstil eines Skateboarders können die Tricks stark variieren. Vier Disziplinen, die sich durchsetzen konnten, sind Street, Vert, Park und Freestyle. Street und Park (eine abgewandelte Form des Vert-Skateboardens in einem großen Skatepool) waren bei den Olympischen Sommerspielen 2020 in Tokio zum ersten Mal jemals als Disziplinen vertreten.

### Die bekanntesten Tricks

Ein Skater führt einen Ollie aus

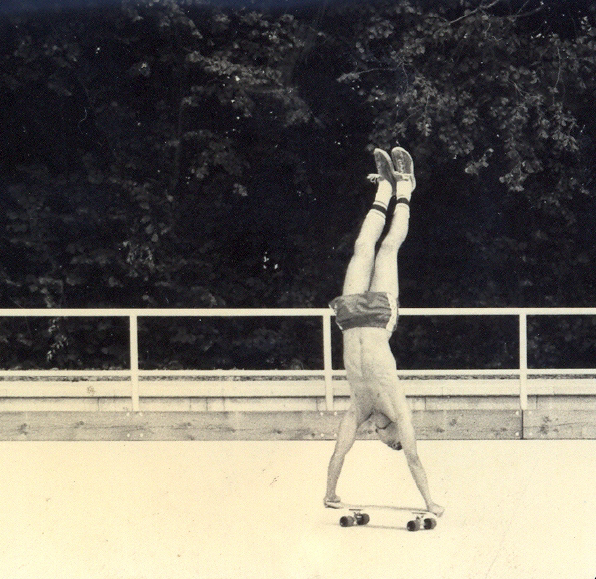
Handstand auf einem Kicktail-Board (Rollschuhbahn Baunatal, 1981)

Der Ollie ist der wichtigste und fundamentale Trick, auf den alle anderen Tricks aufbauen. Er wurde von Alan „Ollie“ Gelfand in den späten 1970ern erfunden. Dabei springt der Fahrer mitsamt des Skateboards unter den Füßen in die Luft und führt eine Art Wellenbewegung mit den Füßen aus. In seiner einfachsten Form ist der Ollie eine Sprungtechnik, die es den Skatern ermöglicht, über Hindernisse und auf Bordsteine usw. zu springen. Darauf aufbauend gibt es unzählige weitere Tricks, hier die bekanntesten:
- Frontside 180
- Backside 180
- Shuv-It und Pop Shuv-it
- Halfcab
- Heelflip
- Kickflip
- Handstand

## Jargon/Glossar
Die Welt des Skateboardens hat ihre eigene Kultur und ihr eigenes Vokabular. Das Glossar besteht überwiegend aus englischen Wörtern, die dem US-amerikanischen Slang entnommen wurden.

## Regeln und Rechtliches

### Deutschland
Gemäß § 24 Abs. 1 der Straßenverkehrsordnung (StVO) gilt das Skateboard nicht als Fahrzeug, sondern als ein Fortbewegungsmittel auf derselben rechtlichen Grundlage wie ein Rollstuhl und ein Rodelschlitten. Für solche Fortbewegungsmittel gelten in Deutschland die straßenverkehrsrechtlichen Vorschriften für Fußgänger. Daraus folgt, dass Skateboards auf Fahrbahnen nicht benutzt werden dürfen, da diese laut § 2 Abs. 1 StVO den Fahrzeugen vorbehalten sind. Des Weiteren ist die Benutzung von Skateboards auf Radwegen untersagt, da für Skateboardfahrer die gleichen Vorschriften gelten wie für Fußgänger im Verkehrsraum. Beim Skateboardfahren ist es verpflichtend, den Gehweg zu benutzen.

### Österreich
In Österreich gilt gemäß StVO: Gehwege, Fußgängerzonen sowie Wohn- und Spielstraßen dürfen in Schrittgeschwindigkeit benutzt werden. Das Skateboard wird als „fahrzeugähnliches Spielzeug“ eingestuft und das Fahren auf Radfahranlagen, Mehrzweckstreifen oder Fahrbahnen ist nicht erlaubt. Selten finden einzelne Skateboarder-Veranstaltungen wie Friday-Night-Skating in Wien oder Graz statt. Veranstalter verlangen in der Regel das Tragen von Helmen und zumeist auch Schutzausrüstung für Hände, Ellbogen und Knie.

### Schweiz
In der Schweiz gelten Skateboards gemeinsam mit Rollschuhen, Inline-Skates, Trottinettes oder ähnlichen mit Rädern oder Rollen ausgestatteten Fortbewegungsmitteln, welche ausschließlich durch die Körperkraft des Benutzers angetrieben werden, als „fahrzeugähnliche Geräte“ (fäG) laut Artikel 50 der Verkehrsregelnverordnung vom 13. November 1962 (VRV; SR 741.11). Wenn das fäG als Verkehrsmittel eingesetzt wird, gelten die gleichen Verkehrsregeln wie für Fußgänger. Demnach müssen Skateboarder Fuß- und Radwege verwenden und dürfen nur dann Fahrbahnen benützen, wenn Erstere fehlen. Des Weiteren müssen sie sich an das Rechtsfahrgebot halten, ihre Geschwindigkeit und Fahrweise stets den Umständen und Besonderheiten ihres Geräts anpassen sowie sich mit einer gut erkennbaren Beleuchtung versehen, wenn es die Sichtverhältnisse erfordern.
Im Mai 2020 reichte Pierre-André Page aus der Fraktion der Schweizerischen Volkspartei eine Interpellation im Nationalrat ein, die die Gleichsetzung eines Longboards mit einem „Verkehrsmittel“ forderte. Der Bundesrat war jedoch der Meinung, dass die genannten Vorkehrungen für fahrzeugähnliche Geräte genügen, und wies die Anfrage zurück.